# Ophiorrhiza confertiflora
Ophiorrhiza confertiflora är en måreväxtart som beskrevs av Theodoric Valeton. Ophiorrhiza confertiflora ingår i släktet Ophiorrhiza och familjen måreväxter. Inga underarter finns listade i Catalogue of Life.